# Gustavo Oscar Carrara
Gustavo Oscar Carrara (Buenos Aires, 24 de mayo de 1973) es un eclesiástico católico argentino, arzobispo de La Plata desde 2024. Fue obispo auxiliar de Buenos Aires (2017-2024), y el primer obispo villero ad hoc de la Argentina.

## Biografía
Nació el 24 de mayo de 1973, en Villa Lugano, de la ciudad argentina de Buenos Aires; donde nació y creció. Hijo del matrimonio de Oscar Carrara y de Irene de Carrara (†); fue bautizado el 13 de octubre del mismo año, en la Basílica de Luján.
Recibió la primera comunión del sacerdote Rodolfo Ricciardelli, en Villa 20. Cursó su formación secundaria en la Escuela Pública de Comercio Nº 12 en Lugano.
En 1990, con diecisiete años, decidió ingresar en el Seminario Metropolitano de Buenos Aires. Realizó sus estudios eclesiásticos en la Facultad de Teología de la Universidad Católica Argentina.

### Sacerdocio
Durante su tiempo de seminarista, realizó servicio en la parroquia Del Niño Jesús de Lugano. Fue ordenado diácono, y sirvió en la parroquia Nuestra Señora de la Misericordia, en Mataderos. 
Su ordenación sacerdotal fue el 24 de octubre de 1998, en el Estadio Luna Park, a manos del arzobispo Jorge Mario Bergoglio; incardinándose en la arquidiócesis de Buenos Aires.
Como sacerdote desempeñó los siguientes ministerios:
- Vicario parroquial de Nuestra Señora de Luján de los Patriotas, en Mataderos (1999-2003).[6]
- Responsable de la Comisión de Pastoral Juvenil de la arquidiócesis de Buenos Aires (2002).
- Vicario parroquial del Santuario San Cayetano, en Liniers (2003-2006).
- Vicario parroquial de la Inmaculada Concepción, en Belgrano (2006-2007).
- Asesor adjunto del Consejo Arquidiocesano de Jóvenes de Acción Católica Argentina (2006-2009).[6]
- Responsable para la Pastoral en Villas de emergencia (2007-2011).[6]
- Administrador parroquial (2007) y párroco primis (2008-2009) de Virgen Inmaculada, en Carrillo.
- Párroco de Santa María, Madre del Pueblo, en Villa 1-11-14 del Bajo Flores (2009-2017).
- Miembro (2011-2017) y decano (2011-2014) del Consejo Presbiteral.
- Decano del Decanato 20 Soldati (2012-2014).[6]
- Vicario episcopal para las Villas de emergencia (2012-2023).[7]

### Episcopado
Obispo auxiliar de Buenos Aires
El 20 de noviembre de 2017, el papa Francisco lo nombró obispo titular de Thasbalta y obispo auxiliar de Buenos Aires.
Fue consagrado el 16 de diciembre del mismo año, en la Catedral de Buenos Aires, a manos del cardenal-arzobispo Mario Aurelio Poli. De tal modo, que se convirtió en el primero obispo villero ad hoc de la Argentina. El báculo fue obsequiado por excombatientes de la guerra de las Malvinas.
- Miembro del Equipo de Animación Sinodal.
- Vicario general (2023-2024).[7]
- Vicario episcopal de Pastoral (2023-2024).[11]
- Vicario episcopal para la Educación (2024).[12]
- Miembro ex officio del Consejo Arquidiocesano de Pastoral (2023-2024).[13]

Arzobispo de La Plata
El 21 de noviembre de 2024, fue nombrado arzobispo de La Plata. Tomó posesión canónica el 28 de diciembre del mismo año, durante una ceremonia en la Catedral de La Plata.
En la Conferencia Episcopal Argentina es, desde noviembre de 2024, presidente de la Comisión Episcopal de Cáritas. Anteriormente, ha sido miembro y vicepresidente de la Comisión Episcopal de Cáritas (2021-2024), y miembro de la Comisión Episcopal de Fe y Cultura (2021-2024).

## Polémicas
En septiembre de 2022, concelebró a una misa por la paz en la Basílica de Luján en la cual se rezó por la vicepresidenta Cristina Fernández de Kirchner, tras sufrir un intento de asesinato. Este evento, causó críticas por considerarle un acto kirchnerista y de apoyo para el gobierno de Alberto Fernández. El celebrante principal, el arzobispo Jorge Eduardo Scheinig pidió disculpas por el malentendido: "Me equivoqué, metí la pata".
El 14 de junio de 2024, presidió una misa para rezar y homenajear al sacerdote barrendero Mauricio Silva, detenido desaparecido en 1977. Al final de la celebración, los participantes entonaron cánticos políticos, "La patria no se vende" y la popular Marcha Peronista, en contra del gobierno de Javier Milei. Este hecho, hizo que el obispo Carrara realizara un comunicado en el cual explicaba los hechos: «Entiendo que algún fiel sencillo podría verse confundido, o incluso molesto por esta situación, que puede interpretarse como politizar partidariamente la celebración de la Eucaristía, que es sacramento de unidad». Terminó el comunicado disculpándose por los hechos: «Como celebrante principal asumo la responsabilidad, y pido humildemente disculpas al que pudiera sentirse ofendido por el mismo». El arzobispo Jorge Ignacio García Cuerva, resaltó que: «La misa es algo sagrado... No está bueno usar la misa para dividir, para fragmentar, para partidizar. No está bueno usar la misa para que terminemos separados como hermanos... La misa es para unirnos, para hacernos hermanos».